# Kaliumfosfat
Kaliumfosfat eller kaliumphosphat (Kemisk Ordbog) har sumformlen: K3PO4. Det er letopløseligt og bliver forhandlet som en dobbeltvirkende gødning under betegnelsen "PK-gødning".
Det har følgende sikkerhedssætninger: 
- R34
- S26-27, S36/37/39

Stoffet er ætsende.
| Naturvidenskab | Spire Denne naturvidenskabsartikel er en spire som bør udbygges. Du er velkommen til at hjælpe Wikipedia ved at udvide den. |